# Homosexualität in Simbabwe

Geografische Lage von Simbabwe

Homosexualität ist in Simbabwe in Teilen der Gesellschaft tabuisiert und homosexuelle Handlungen zwischen Männern sind in Simbabwe strafbar.

## Illegalität
Homosexuelle Handlungen zwischen Männern sind in Simbabwe illegal. Seit Juni 2006 gibt es ein Gesetz gegen „Sexuelle Abnormalitäten“. Damit ist eine „Handlung, die Kontakt zwischen zwei Männern beinhaltet und von einer vernünftigen Person als unanständige Handlung angesehen wird“ definiert; selbst Händchenhalten wird demnach als strafbar ausgelegt.

## Antidiskriminierungsgesetze
Es existiert kein Antidiskriminierungsgesetz in Simbabwe.

## Anerkennung gleichgeschlechtlicher Paare
Eine staatliche Anerkennung von gleichgeschlechtlichen Paaren besteht weder in der Form der gleichgeschlechtlichen Ehe noch in einer eingetragenen Partnerschaft.

## Gesellschaftliche Situation
Aufgrund der Illegalität bestehen keine LGBT-Communitys in Simbabwe. Homosexuelle Männer werden dadurch in den gesellschaftlichen Untergrund gedrängt. Unter der Regierung des Präsidenten Robert Mugabe wurden homosexuelle Menschen in Simbabwe staatlicherseits massiv drangsaliert. Der ehemalige Präsident Canaan Banana wurde 1996 in einem Gerichtsverfahren unter anderem wegen der Illegalität homosexueller Handlungen zu einer Gefängnisstrafe verurteilt.